# Moggridgea
Moggridgea és un gènere d'aranyes migalomorfes de la família dels mígids (Migidae). El gènere fou descrit per primer cop per Octavius Pickard-Cambridge el 1875, qui el va anomenar com a reconeixement al naturalista John Traherne Moggridge.

## Llista d'espècies
La majoria de les 32 espècies és troben a Sud-àfrica, Socotra i l'Àfrica subsahariana. Una espècie viu a Austràlia, a l'Illa Kangaroo.
- Moggridgea albimaculata Hewitt, 1925 (Sud-àfrica)
- Moggridgea ampullata Griswold, 1987 (Sud-àfrica)
- Moggridgea anactenidia Griswold, 1987 (Camerun)
- Moggridgea breyeri Hewitt, 1915 (Sud-àfrica)
- Moggridgea clypeostriata Benoit, 1962 (Congo)
- Moggridgea crudeni Hewitt, 1913 (Sud-àfrica)
- Moggridgea dyeri O. P.-Cambridge, 1875 (Sud-àfrica)
- Moggridgea eremicola Griswold, 1987 (Namíbia)
- Moggridgea intermedia Hewitt, 1913 (Sud-àfrica)
- Moggridgea leipoldti Purcell, 1903 (Sud-àfrica)
- Moggridgea loistata Griswold, 1987 (Sud-àfrica)
- Moggridgea microps Hewitt, 1915 (Sud-àfrica)
- Moggridgea mordax Purcell, 1903 (Sud-àfrica)
- Moggridgea nesiota Griswold, 1987 (Illes Comores)
- Moggridgea occidua Simon, 1907 (Príncipe)
- Moggridgea pallida Hewitt, 1914 (Namíbia)
- Moggridgea paucispina Hewitt, 1916 (Sud-àfrica)
- Moggridgea peringueyi Simon, 1903 (Sud-àfrica)
- Moggridgea pseudocrudeni Hewitt, 1919 (Sud-àfrica)
- Moggridgea purpurea Lawrence, 1928 (Namíbia)
- Moggridgea pymi Hewitt, 1914 (Zimbàbue, Sud-àfrica)
- Moggridgea quercina Simon, 1903 (Sud-àfrica)
- Moggridgea rainbowi Pulleine, 1919 (Illa Kangaroo, (sud d'Austràlia)
- Moggridgea rupicola Hewitt, 1913 (Sud-àfrica)
- Moggridgea rupicoloides Hewitt, 1914 (Sud-àfrica)
- Moggridgea socotra Griswold, 1987 (Socotra)
- Moggridgea tanypalpa Griswold, 1987 (Angola)
- Moggridgea teresae Griswold, 1987 (Sud-àfrica)
- Moggridgea terrestris Hewitt, 1914 (Sud-àfrica)
- Moggridgea terricola Simon, 1903 (Sud-àfrica)
- Moggridgea verruculata Griswold, 1987 (Congo)
- Moggridgea whytei Pocock, 1897 (Àfrica Central)